# C/2017 K2 (PANSTARRS)
C/2017 K2 (PANSTARRS) ist ein Komet, der in der zweiten Jahreshälfte 2022 seine größte Helligkeit erreichte, aber nur mit optischen Hilfsmitteln beobachtet werden konnte. Er war bereits im Mai 2017 entdeckt worden, als er noch weiter als der Planet Saturn von der Sonne entfernt war.

## Entdeckung und Beobachtung
Der Komet wurde von einem Team um Richard J. Wainscoat auf Aufnahmen entdeckt, die am 21. Mai 2017 im Rahmen des Programms Pan-STARRS mit dem 1,8-m-Teleskop PS1 auf dem Haleakalā gemacht worden waren, als er eine Helligkeit von etwa 21 mag hatte. Am folgenden Tag konnte die Entdeckung mit weiteren Aufnahmen am iTelescope des Sierra Remote Observatory in Kalifornien und am 3,6-m-Canada-France-Hawaii Telescope (CFHT) auf dem Mauna Kea bestätigt werden.
Damit war der Komet mit einer Sonnenentfernung von 16,1 AE der bis dahin zweitentfernteste zum Zeitpunkt seiner Entdeckung. Nur C/2010 U3 (Boattini) war in einem größeren Sonnenabstand von 18,4 AE entdeckt worden.
Nachträglich konnte gezeigt werden, dass der Komet bereits auf archivierten Aufnahmen des CFHT vom 12. und 13. Mai 2013 zu erkennen war, zu diesem Zeitpunkt war er aber noch nicht als Komet zu identifizieren gewesen. Weitere Beobachtungen waren auch bereits mehrfach durch die Catalina Sky Survey (CSS) zwischen November 2015 und Mai 2017 erfolgt. Bei der frühesten Beobachtung hatte Komet PANSTARRS bei einer Helligkeit von etwa 22 mag noch eine Sonnenentfernung von 23,7 AE, was zunächst wiederum einen neuen Rekord darstellte. Diese Rekorde wurden allerdings später rückwirkend durch das bereits im Jahr 2014 entdeckte transneptunische Objekt C/2014 UN271 (Bernardinelli-Bernstein) überboten, dessen kometarische Natur aber erst 2021 erkannt wurde.
Seit seiner Entdeckung konnte der Komet durchgehend mit optischen Hilfsmitteln beobachtet werden, seine Helligkeit stieg bis zu seiner größten Erd- und Sonnennähe in der zweiten Jahreshälfte 2022 bis auf etwa 8 mag an. Inzwischen entfernt sich der Komet wieder von der Sonne, Anfang Mai 2025 befand er sich wieder etwa 8,5 AE von ihr entfernt, seine Helligkeit liegt noch bei etwa 17–18 mag. Er wird mit großen Teleskopen voraussichtlich noch längere Zeit weiterverfolgt werden können.

## Wissenschaftliche Auswertung
Am 27. Juni 2017 wurden mit der Wide Field Camera 3 des Hubble-Weltraumteleskops (HST) sechs Aufnahmen des Kometen bei einem Sonnenabstand von 15,9 AE angefertigt. Es konnte dabei bereits eine nahezu kreisförmigen Koma mit einem Radius von etwa 100.000 km beobachtet werden. Analysen der Daten führten zu folgenden Aussagen:
- Die Ausbildung der Koma beruht auf einer anhaltenden und gleichmäßigen Staubproduktion. Die Staubpartikel besitzen eine mittlere Größe von 0,1 mm oder mehr.
- Unter der Annahme einer Albedo von typischerweise 0,04 ergibt sich aus der beobachteten Helligkeit für den geschätzten Radius des Kerns eine obere Grenze von 9 km.
- Die Prediscovery-Aufnahmen des CFHT von 2013 zeigen, dass der Komet schon zu dieser Zeit aktiv war. Da die Aktivität in einem Abstand von 23,7 AE von der Sonne noch nicht durch das Verdampfen von Wasser oder die Kristallisation von amorphem Wassereis getrieben gewesen sein konnte, wurde als Quelle der Aktivität die Sublimation von hochflüchtigen Substanzen, wie Kohlenstoffmonoxid (CO), Kohlenstoffdioxid (CO2), Sauerstoff (O2) und Stickstoff (N2) angenommen. Solche Stoffe könnten sich auf der Oberfläche des Kometen erhalten haben, weil er wahrscheinlich erstmals aus den kalten Bereichen der Oortschen Wolke in Sonnennähe gekommen ist.[1]

Um mögliche unbemerkte Beobachtungen des Kometen vor seiner eigentlichen Entdeckung zu finden, wurden archivierte Aufnahmen des Teleskops PS1 an der wahrscheinlichen Position des Kometen durchsucht. Bei einigen frühen Aufnahmen, die bis 2010 zurückreichen, wurden noch keine Anzeichen von ihm gefunden und es konnte daher daraus nur eine Obergrenze für die Helligkeit abgeleitet werden. Die früheste Aufnahme von PS1, die den Kometen eindeutig zeigt, stammt vom 20. März 2014. Allerdings konnte der Komet (wie bereits oben erwähnt) auch auf einer Aufnahme des CFHT vom 12. Mai 2013 gefunden werden. Weitere Aufnahmen von PS1 und CFHT mit verschiedenen Farbfiltern, die bis zum September 2017 reichten, wurden photometrisch ausgewertet, um die Aktivität des Kometen zu bestimmen. Aus Modellrechnungen hinsichtlich der Ausgasungsrate von Substanzen wie CO, CO2 und Wasser ergab sich eine Abschätzung für den Radius des Kerns zwischen 14 und 80 km. Die Aktivität wurde dabei während des Beobachtungszeitraums im Wesentlichen von CO getrieben.
Ebenfalls auf archivierten Aufnahmen von PS1, CFHT und CSS von Mai 2013 bis Mai 2017 konnte eine langsame Zunahme der Aktivität seit 2013 gefunden werden. Die Staubpartikel in der Koma besitzen überwiegend eine Größe von 0,5 mm oder mehr und sie wurden mit Geschwindigkeiten von etwa 1–3 m/s ausgestoßen. Mit der Annahme einer kometentypischen Albedo von 0,04 ergibt sich eine Massenverlustrate im genannten Zeitraum von etwa 240 ± 110 kg/s, weshalb der Kern des Kometen wenigstens einige Kilometer groß sein muss. Berechnungen für die Umlaufbahn unter Berücksichtigung der Einflüsse des galaktischen Schwerefeldes, aber nicht benachbarter Sterne oder nicht-gravitativer Kräfte, ergaben einen Wert für die Große Halbachse von etwa 27.700 AE und damit einen Ursprung in der Oortschen Wolke.

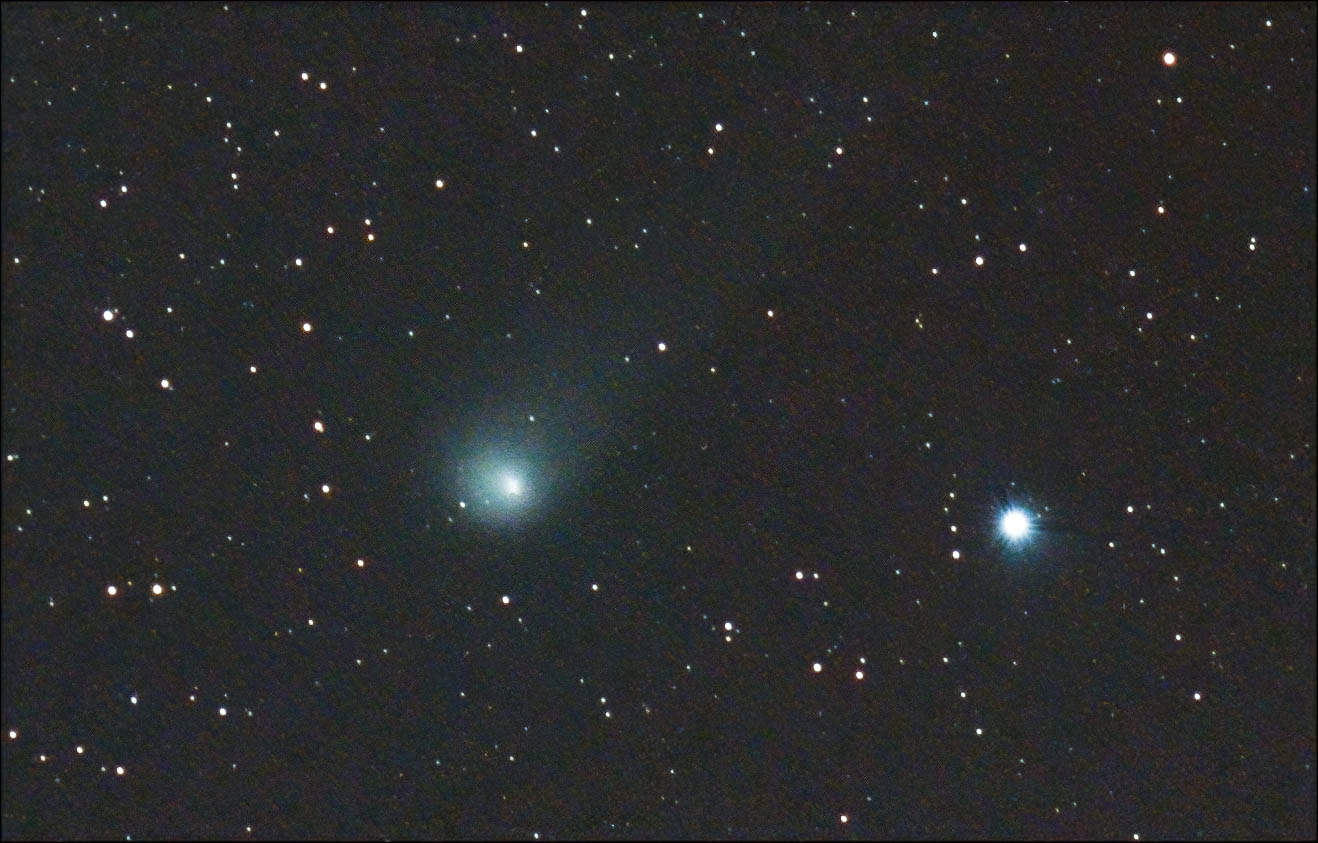
Komet PANSTARRS am 9. Juli 2022

Von September 2017 bis Juni 2018 wurden mit dem 2,4-m-Teleskop der Lijiang-Beobachtungsstation des Astronomischen Observatoriums Yunnan durchgehende photometrische Beobachtungen des Kometen im roten Licht durchgeführt. Aus den Messungen wurden Werte für den Massenverlust und die mögliche Größe des Kometenkerns errechnet. Als Treiber für die Aktivität während des Beobachtungszeitraums wurde Sublimation von CO und CO2 angenommen.
Neue Beobachtungen des Kometen mit der Wide Field Camera 3 des HST aus dem Zeitraum November 2017 bis Juni 2018, während dessen er sich der Sonne bis auf 13,8 AE näherte, gaben Veranlassung zu neuen Studien des Kometen. Eine Extrapolation ergab, dass der Massenverlust des Kometen bereits 2012 bei einem Sonnenabstand von 26 AE begann. Die Staubfreisetzung erfolgte seither gleichmäßig und anhaltend ohne erkennbare Ausbrüche, die Partikel sind groß mit einem Radius von 0,1 mm und mehr und werden mit etwa 4 m/s ausgestoßen. Die Produktionsrate von Staub wird auf etwa 200 kg/s geschätzt. Ein plausibler Mechanismus dafür konnte aber nicht gefunden werden, da die sublimierenden hochflüchtigen Gase (CO und in geringerem Umfang CO2) nicht in der Lage sind, solche großen Partikel mit solcher Geschwindigkeit entgegen der Kohäsionskräfte freizusetzen.
Zwischen 2011 und 2020 wurden am Olmen Observatory in Belgien 119 Kometen photometrisch beobachtet, unter den langperiodischen auch vom Juni 2017 bis November 2018 der Komet PANSTARRS. Die Aktivität des Kometen im Maß seiner Staubproduktion wurde dabei als „typisch“ wie für gut die Hälfte der langperiodischen Kometen gefunden.
Weitere Beobachtungen des Kometen mit dem HST aus dem Zeitraum Oktober 2019 bis Juni 2020 ergaben in Verbindung mit den früheren Beobachtungen, dass sich bis zu einem Sonnenabstand von 8,9 AE die Eigenschaften der Partikel in der nahezu kreisförmigen Koma, wie Größe und geringe Geschwindigkeit, nicht änderten. Die Freisetzung der extrem langsamen Partikel begann demnach sogar bereits bei Distanzen vergleichbar mit dem Kuipergürtel bei etwa 35 AE Sonnenabstand, vermutlich ausgelöst durch die Sublimation von CO (oder einer anderen hochflüchtigen Substanz). Die Produktionsrate von Staub wird bei 10 AE Sonnenabstand auf eine Größenordnung von 1 t/s geschätzt, die von Gas könnte viel geringer sein.
Polarimetrische Beobachtungen des Kometen wurden im Februar und März 2021 am Ussuriysk Astrophysical Observatory in Russland durchgeführt, als er noch etwa 7 AE von der Sonne entfernt war. Es konnte eine schwache negative Polarisation festgestellt werden, dies weist auf submikrometer- bis mikrometergroße Staubpartikel in der Koma aus Mg-reichen Silicaten oder Wassereis hin, vermischt mit Partikeln aus organischen Stoffen oder amorphem Kohlenstoff. Am 19./20. März 2021 wurde der Komet photometrisch und polarimetrisch in optischen Bereich mit dem Hubble-Weltraumteleskop (HST) bei 6,8 AE Sonnenabstand untersucht. Ergänzend dazu wurde er auch am 1. Mai 2021 mit dem Hale-Teleskop am Palomar-Observatorium photometrisch in nahen Infrarot beobachtet. Die beobachteten Strukturen stimmen insgesamt darin überein, dass die innere Koma optisch von sublimierenden, mikrometergroßen Wassereiskörnern dominiert wird, während im Gegensatz dazu der Schweif aus stabileren, millimetergroßen Körnern besteht. Eine auf diesen Messergebnissen beruhende Modellierung bestätigte, dass alle Beobachtungen anhand eines Zweikomponenten-Staubgemisches interpretiert werden können, das aus Mg-reichen Silicaten und amorphem Kohlenstoff besteht.
Bei Beobachtungen mit dem James Clerk Maxwell Telescope (JCMT) auf Hawaiʻi konnten im März und April 2021 erstmals Emissionslinien von CO im Millimeterwellenbereich nachgewiesen werden. Der Komet hatte zu diesem Zeitpunkt eine Entfernung von etwa 6,7 AE von der Sonne. Es konnte die Produktionsrate von CO zu etwa 75 kg/s bestimmt werden. Es wurde auch geschätzt, dass der Komet bisher bereits etwa 6 Mio. t an CO verloren hat. Spektroskopische Beobachtungen am 30. April 2021 mit der Infrared Telescope Facility (IRTF) bei einem Sonnenabstand von 6,5 AE zeigte die Anwesenheit von Wassereis in der Kometenkoma. Das Spektrum stimmte überein mit einem Modell, bei dem amorpher Kohlenstoff mit einem Anteil von 14 % Eis gut miteinander vermischt waren.
Von März bis September 2021 wurde der Komet am Odeska Astronomitschna Obserwatorija in der Ukraine beobachtet, während er sich der Sonne von 6,8 bis auf 5,4 AE näherte. Aufgrund der starken Freisetzung von Staub wurde darauf geschlossen, dass der Kern reich an flüchtigen Substanzen ist, wie CO, CO2, N2 und O2. Auf den Aufnahmen der Koma konnten nach einer Bildbearbeitung spiralige Strukturen festgestellt werden, die anzeigten, dass der Kern des Kometen sich in Bezug auf den Himmelsnordpol nach Westen dreht. Das Auftreten von Spiralstrukturen (insbesondere die Breite solcher Spiralen) ließ darauf schließen, dass es auf einer Seite des Kerns ausgedehnte Bereiche mit höherem Emissionsvermögen gab, während auf der gegenüberliegenden Seite eine geringere Anzahl solcher Bereiche vorhanden war.

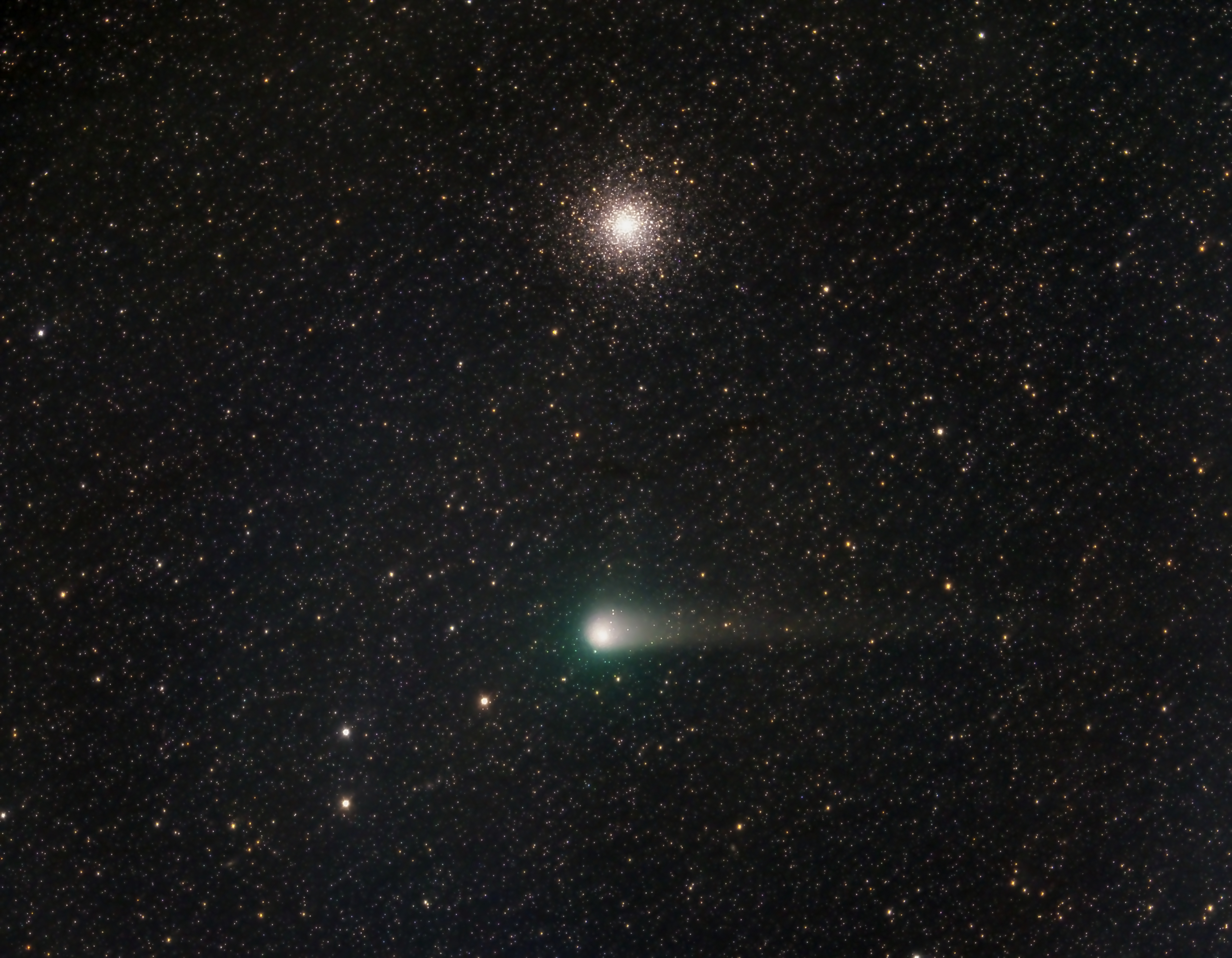
Komet PANSTARRS am 16. Juli 2022 beim Kugelsternhaufen M 10

Am 24. Juni und 2. Juli 2022 bei etwa 2,8 AE Sonnenabstand konnten mit einem Échelle-Spektrographen am Telescopio Nazionale Galileo (TNG) auf La Palma Spektren des Kometen gewonnen werden. Es konnte daraus das Verhältnis zwischen den „verbotenen“ grünen und orangen Linien von Sauerstoff bestimmt werden, der bei diesem Sonnenabstand wahrscheinlich durch Photodissoziation aus dem vorherrschenden CO2 entstand. Aus Beobachtungen mit NEOWISE vom 1. April 2019 bis 5. August 2022 konnten die Produktionsraten von CO, CO2 und Staub bestimmt werden. Auch am 28. Juni 2022 konnten mit dem TRAPPIST-South-Teleskop in Chile die Produktionsraten von OH, CN, C3, C2 und Staub gemessen werden.
Am 29. Juli 2022 wurde der Komet spektroskopisch untersucht mit dem Very Large Telescope (VLT) am Paranal-Observatorium in Chile. Bei einem Sonnenabstand von etwa 2,5 AE begann jetzt Wassereis eine Schlüsselrolle in der Aktivität des Kometen zu übernehmen. Die Koma zeigte drei unterschiedliche Bereiche: Bis zu einem Kernabstand von etwa 1000 km überwogen millimetergroße Körner, während sich eine Staubhülle über 100.000 km erstreckte. Außerdem gab es frische, von der Sonne abgewandte Staubfontänen. Die großen Körner bestanden vermutlich hauptsächlich aus Wassereis, während die äußere Koma Emissionslinien von C2, neutralem Sauerstoff und CN zeigte, mit einem allgemeinen Mangel an NH2. Unter der Annahme, dass aller neutraler Sauerstoff aus der Photodissoziation von Wasser stammt, wurde eine Obergrenze für die Produktionsrate von Wasser von etwa 2 t/s abgeschätzt. Das Produktionsverhältnis zwischen C2 und CN wies auf eine typische Kohlenstoffketten-Zusammensetzung des Kometen hin.
Am 19. Oktober 2022 konnten wieder mit dem TRAPPIST-South-Teleskop und dem TRAPPIST-North-Teleskop in Marokko die Produktionsraten von OH, CN, C2 und Staub bestimmt werden. Diese Messungen wurden auch nach dem Periheldurchgang des Kometen fortgesetzt und so konnten am 26. März 2023 erneut die Produktionsraten von OH, CN, C3, C2 und Staub sowie am 4. Oktober 2023 die Produktionsraten von CN, C2 und Staub bestimmt werden.

## Umlaufbahn
Für den Kometen konnte aus 3087 Beobachtungsdaten über einen Zeitraum von 12 Jahren eine temporär hyperbolische Umlaufbahn bestimmt werden. Die Bahn des Kometen ist um rund 88° gegen die Ekliptik geneigt, sie verläuft damit nahezu senkrecht zu den Bahnebenen der Planeten. Den sonnennächsten Punkt (Perihel) hat der Komet am 19. Dezember 2022 durchlaufen, er war zu der Zeit noch etwa 268,8 Mio. km von der Sonne entfernt und befand sich damit noch weiter von ihr entfernt als der Planet Mars. Beim Durchlaufen der Zone der Planeten kommt er von den äußeren Planeten dem Jupiter am 15. Oktober 2024 bis etwa 2 ⅔ AE nahe, erwähnenswert sind darüber hinaus nur noch relativ entfernte Vorbeigänge am Saturn am 27. Mai 2022 in etwa 8 ½ AE und am Uranus im Oktober 2029 in knapp 8 AE Distanz. Vom Bereich der kleinen Planeten bleibt er weit entfernt, der Erde kam er am 14. Juli 2022 nicht näher als etwa 270,5 Mio. km (1,81 AE).
Nach den Bahnelementen, wie sie in der JPL Small-Body Database angegeben sind und die auch nicht-gravitative Kräfte auf den Kometen berücksichtigen, wäre seine Bahn lange vor der Annäherung an das innere Sonnensystem elliptisch gewesen mit einer Exzentrizität von etwa 0,999931 und einer Großen Halbachse von etwa 26.000 AE (ca. 0,4 Lichtjahre), seine Umlaufzeit hätte bei 4,2 Mio. Jahren gelegen. Durch die Anziehungskräfte der Planeten und die Ausgasungseffekte in Sonnennähe wird sich seine Bahnexzentrizität auf etwa 0,99794 und seine Große Halbachse auf etwa 874 AE verringern, so dass sich seine Umlaufzeit auf etwa 25.800 Jahre verkürzt.
In einer ersten Untersuchung von 2018 hatten Królikowska und Dybczyński zwei Sätze von rein gravitativen Bahnelementen für den Kometen PANSTARRS bestimmt unter Verwendung von 450 Daten aus dem Beobachtungszeitraum Mai 2013 bis Januar 2018. Sie berücksichtigten dabei auch Störungen durch die galaktische Gravitationswirkung und durch nahe vorbeiziehende Sterne und bestimmten daraus Werte für die ursprüngliche und die zukünftige Bahn des Kometen. Zu dieser Veröffentlichung gab es Ende 2018 einen Nachtrag, in den noch weitere Beobachtungsdaten (insgesamt 996) bis zum Oktober 2018 eingearbeitet waren (Modell „a9“). Danach ergäbe sich für die ursprüngliche Bahn des Kometen eine Exzentrizität von etwa 0,99994 mit einer Großen Halbachse von etwa 28.200 AE und einer Umlaufzeit von 4,9 Mio. Jahren.
In einer neuen Untersuchung von 2022 wurden weitere gravitative und nicht-gravitative Bahnelemente bestimmt aus unterschiedlich langen Beobachtungszeiträumen, deren längster bis September 2021 reichte, mit bis zu 6634 Beobachtungsdaten. Wegen verbleibender Unsicherheiten wurde dennoch als bevorzugte Lösung zur Untersuchung der ursprünglichen Bahn des Kometen das Modell „a9“ angesehen. Unter Berücksichtigung von Störeinwirkungen durch Sterne (insbesondere durch den Stern HD 7977 vor etwa 2,5 Mio. Jahren) wäre er beim letzten Perihel der Sonne dabei nicht näher gewesen als etwa 440 AE. Aufgrund der noch mangelhaften Kenntnis der Bewegung des Sterns ist diese Angabe aber höchst unsicher. Auf eine Beurteilung der zukünftigen Bahn wurde zu diesem Zeitpunkt verzichtet bis der Komet sich wieder von der Sonne entfernt und genauere Daten zu den nicht-gravitativen Effekten vorliegen.